# Зглоб
Зглоб (лат. arthrosis, articulatio, junctura) представља спој две или више костију у телу које повезују коштани систем у функционалну целину. Зглобови су конструисани тако да омогућавају различите степене и врсте кретања. Неки зглобови, попут колена, лакта и рамена, су самоподмазујући, готово су без трења и способни су да издрже компресију и одржавају велика оптерећења, а истовремено изводе глатке и прецизне покрете. Остали зглобови попут сутура између костију лобање омогућавају врло мало кретања (само током рођења) како би заштитили мозак и чулне органе. Веза између зуба и виличне кости назива се зглобом, и описује се као влакнасти зглоб познат као гомфоза. Зглобови се исто тако класификују структурно и функционално.
Постоје две врсте спојева елемената скелета: синартрозе и диартрозе. Синартрозе (лат. synarthroses) су континуирани спојеви костију, где се између зглобних елемената налази потпорно ткиво. У зависности од врсте овог ткива, синартрозе се деле на везивне и хрскавичаве спојеве. Диартрозе (лат. diarthroses) су спојеви костију, код којих постоји шупљина између зглобних површина и тзв. зглобна чахура. Ова врста споја се назива такође и синовијални зглоб.

## Класификација

### Структурална класификација
Према структуралној класификацији зглобови се деле на начин како су међусобно спојене кости у зглобу. Постоје следећи зглобови:
- Фиброзни зглоб - кости спојене фиброзним ткивом
- Хрскавичави зглоб - кости спојене хрскавицом
- Синовијални зглоб - кости нису директно спојене

### Функционална класификација
Према функционалној класификацији зглобови се деле према степену покретности зглоба. Постоје следећи зглобови:
- Синартроза - мало или нимало покретни зглобови
- Амфиартроза - мало покретни зглобови
- Диартроза - изузетно покретни зглобови

### Биомеханичка класификација
Према биомеханичкој класификацији зглобови се деле према броју костију које учествују у стварању зглоба. Постоје следећи зглобови:
- Једноставан зглоб - две артикулационе површине
- Сложен зглоб - три или више артикулационе површине
- Комплексан зглоб - две или више артикулационе површине, као и артикулациони диск

## Везивни спојеви
Везивни спојеви су врста зглоба, код кога се између зглобних елемената налази танки слој везивног ткива или јаке фиброзне везе. Постоје три врсте овог зглоба: шав, клинасти спој и синдесмоза.
Шав (лат. sutura) је фиброзни спој између пљоснатих костију лобање. Разликују се три врсте шава: равни шав (лат. sutura plana) који спаја једноставне равне ивице костију, зупчасти шав (лат. sutura serrata) код кога су зглобне ивице костију назупчене и љускасти шав (лат. sutura squamosa) где су ивице костију веома стањене и у току зглобљавања преклапају једна другу.
Клинасти спој (лат. gomphosis) је врста зглоба који повезује корен зуба са чашицом (алвеолом). Зуб је попут клина усађен у шупљину алвеоле и са њом је повезан преко периодонталних влакана.
Синдесмоза (лат. syndesmosis) се одликује присуством јаких лигамената који повезују међусобно удаљене кости. Синдесмоза може бити фиброзна и еластична.

## Хрскавичави спојеви
Хрскавичави спојеви су врста континуираног зглоба, код кога потпору чини хрскавичаво ткиво. Временом се број оваквих спојева смањује, јер се хрскавица поступно замењује коштаним ткивом. Разликују се примарни (синхондроза) и секундарни хрскавичави спој (симфиза).
Синхондроза (лат. synchondrosis) је транзиторни (пролазни) спој костију изграђен од хијалине хрскавице, која омогућава раст и развој скелета. Временом се она замењује синостозом, када дође до окоштавања хрскавичавог ткива.
Симфиза (лат. symphysis) је трајни спој костију грађен од фиброзне хрскавице.

## Синовијални зглобови
Синовијални зглобови (лат. articulationes synoviales) се карактеришу присуством зглобних површина костију, зглобне чахуре, зглобне шупљине и одређеног броја споредних делова.

### Главни делови
Зглобне површине (лат. facies articulares) су делови кости који учествују у формирању зглоба. Прекривене су танким слијем хијалине хрскавице (дебљине 2-5 ) која ублажава притисак и штити зглоб. Обично је једна зглобна површина испупчена (конвексна) а њој аналогна је удубљена (конкавна), тако да одговарају једна другој.
Зглобна чахура (лат. capsula articularis) је везивна мембрана која повезује зглобне елементе и херметички затвара зглобну шупљину. Њен спољашњи слој је фиброзна опна која се причвршћује на покосницу, а унутрашњи слој је синовијална опна. Синовијална опна је танка, ружичаста и глатка, а грађена је од растреситог везива са присутним еластичним влакнима, крвним судовима и живцима. Она лучи зглобно мазиво (синовијалну течност) која влажи и подмазује зглобне површине.
Зглобна шупљина (лат. cavitas articularis) је пукотина локализована између зглобних површина, затворена зглобном чахуром и испуњена синовијалном течношћу.

### Споредни делови
Зглобне везе (лат. ligamenta) осигуравају контакт зглобних површина и ограничавају или чак спречавају покрете зглоба. Могу бити екстракапсуларне и интракапсуларне.
Зглобни колут (лат. discus articularis) је везивно-хрскавичава плочица која је постављена између зглобних површина и у потпуности их раздваја. Она омогућава зглобљавање површина које нису подударне, повећава број контаката и ублажава силу удараца.
Менискус (лат. meniscus articularis) је такође везивно-хрскавичава творевина која има облик српа. На њему се разликују средишњи део и два рога.
Зглобна усна (лат. labrum articulare) прати ивицу конкавне (удубљене) зглобне површине и на тај начин је продубљује.
Масни јастучићи (лат. corpora adiposa) су присутни код неких зглобова између фиброзне и соновијалне опне зглобне чахуре. Они спречавају настајање вакуума унутар зглоба у току покрета.
Зглобни мишићи (лат. musculi articulares) су влакна суседних мишића која се припајају на чахури зглоба, а која имају улогу да спречавају укљештење чахуре између зглобних површина.

### Инервација и васкуларизација
Синовијални зглобови су добро снабдевени крвним судовима који се издвајају из периартикуларне артеријске мреже и завршавају у чахурама и зглобним телима. Прати их мрежа венских и лимфних судова.
Нервна влакна за зглобове потичу од живаца који инервишу околне мишиће, а могу да буду сензитивна и вазомоторна. Прва преносе осећај бола, а друга оживчавају зглобне артерије.

### Покрети
Постоје четири основне врсте покрета синовијалних зглобова:
- клизање или транслација,
- угаони покрет или ангулација (прегибање, опружање, одмицање и примицање),
- обртање или ротација (супинација, пронација, еверзија, инверзија),
- кружење или циркумдукција (сложено кретање).

### Подела
У зависности од броја костију које улазе у њихов састав, зглобови се деле на: просте (лат. articulatio simplex) и сложене зглобове (лат. articulatio composita).
Према облику зглобних површина и броју осовина око којих се могу вршити покрети, они се деле на:
- равни зглоб,
- зглоб шарке (лат. ginglymus), (анимација Архивирано на веб-сајту  (9. фебруар 2011))
- точкасти зглоб,
- бикондиларни зглоб,
- јајасти зглоб,
- седласти зглоб,
- лоптасти зглоб (лат. articulatio spheroidea) (анимација Архивирано на веб-сајту  (9. фебруар 2011)) и
- зделасти зглоб (лат. articulatio cotylica).

## Грађа зглоба
Зглоб има три грађевне особитости: 1) зглобну шупљину, 2) хрскавичне зглобне површине и 3) зглобну овојницу. Зглоб појачавају свезе, лигаменти, који су или засебни или уткани у зглобну овојницу.

### Грађевни елементи зглоба
- Зглобне површине (лат: facies articulares) су делови кости који учествују у формирању зглоба. Прекривене су танким слојем хијалине хрскавице (дебљине 2-5 ) која ублажава притисак и штити зглоб. Обично је једна зглобна површина испупчена (конвексна) а њој аналогна је удубљена (конкавна), тако да одговарају једна другој.

- , зглобна хрскавица

Зглобна хрскавица налази се на крајевима костију који се узглобљују, и формира зглобно тело, (лат: facies articularis). Зглобна хрскавица нема крвних жила или живаца и храни је само зглобна течност која зглобну површину хрскавице. Храњиве материје у зглобну течност долазе из капилара у синовијској овојници.
- , зглобна овојница

Зглобна овојница обавија цели зглоб и рубовима се најчешће веже за крајеве зглобних тела. Омеђује и штити зглобну шупљину и зглобна тела, а изграђују је два слоја: везивни, мембрана фиброса (stratum fibrosum) и мембрана synovialis (stratum synoviale). У клиници се под појмом зглобне овојнице или чауре мисли на њен чврсти везивни слој. Унутар каспуле налази се шупљина испуњена синовијалном текућином. Веће зглобове као што је кољено могуће је оперисати помоћу артроскопа.
- Мембрана фиброса (фиброзна опна) грађена је од густог везивног ткива и даје чврстоћу и еластичност зглобној овојници. Веже се за покосницу зглобних тела. Везивна овојница појединих зглобова различито је напета, што одређује покретљивост зглоба. Распоред колагених влакана у везивној овојници зависи од деловања механичких сила притиска и истезања. Колагенска влакна у везивној овојници обично су распоређена у два слоја. У површинском слоју влакна су усмерена уздужно, у смеру деловања затезних сила. У дубоком слоју влакна су обично усмерена попречно или косо и опиру се притиску при покретима између зглобних тела.

- Мембрана synovialis (синовијална опна) грађена је од ретког, богато прокрвљеног везивног ткива. Синовијална овојница обавија унутрашњу површину везивне овојнице, свезе унутар зглоба и делове кости који нису покривени зглобном хрскавицом. Синовијална је овојница широка и обликује наборе, plicae synoviales, и ресице, villi synoviales. Они испуњавају зглобну шупљину у мировању и при различитим покретима, а садрже крвне жиле, живце и масне ћелије. На унутрашњој површини налази се посебан епител који излучује бистру зглобну течност, synovia, која влажи зглобне површине и олакшава клизање између њих.

Зглобна се овојница на конкавном зглобном телу веже и везивним и синовијским листом обично уз руб зглобне површине, а на конвексном се веже различито: везивна се овојница обично веже даље од зглобне површине, а синовијална овојница облаже унутрашњу површину везивне овојнице, а уз руб њеног хватишта за кост прелази на део зглобног тела смештен унутар зглоба и веже се на руб зглобне порвшине. Синовијална овојница изграђује и слузне вреће, bursa synovialis, које се налазе између зглоба и тетива мишића или лигамента. Те су вреће често повезане са зглобном шупљином. Синовијална овојница у раменом зглобу облаже слузном овојницом, vagina synovialis, тетиву дуге главе двоглавог мишића надлактице
- , зглобна шупљина

Зглобна шупљина је капиларни простор између зглобних површина, обавијен зглобном овојницом. Зглобна шупљина не комуницира с спољним простором, па је притисак у њој мањи од атмосферског, што доприноси међусобној приљубљености зглобних површина.

### Делови зглоба који повећавају сагласност зглобних тела
Зглобна су тела обично приљубљена или утиснута једно у друго, те међу зглобним површинама нема празног простора. Такви су зглобови правилни или конгруентни. У сваком зглобу обично постоје две глатке зглобне плохе. Најчешће је једна удубљена или конкавна и зове се зглобна удубина, fossa articularis, а друга избочена или конвексна и зове се зглобна глава, caput articulare. Неправилни или дисконгруентни зглобови имају зглобна тела која не прилежу потпуно једно уз друго. У таквим зглобовима се налазе зглобни колути или зглобни менисци који употпуњују сагласност зглобних тела. Зглобна шупљина у њима може да ствара затоне, recessus articularis.
У зглобовима у којима су зглобне површине дисконгруентне налазе се зглобни колути, зглобни менисци и рубне хрскавице, који остварују сагласност између зглобних површина.
- , зглобни колут (диск)

Discus articularis је везивнохрскавична округла плоча смештена између зглобних површина. Зглобни је колут широким рубом обично чврсто срастао с везивном опном зглобне овојнице и дели зглобну шупљину на два дела.
- , зглобни мениск

Зглобни мениск је српаста везивнохрскавична плоча, троугластог облика на попречном пресеку. Спољна страна је троугласта причвршћена за везивну опну зглобне овојнице, а врх је усмерен према средини зглобне шупљине. Горња и доња површина менискоса су глатке и омогућују кретање у зглобу. Зглобни менисци само делимично раздвајају зглобне површине, а делом се оне ипак дотичу.
- , рубна хрскавица

Рубна хрскавица се налази на рубовима конкавних зглобних тела. Грађена је од густог везивног ткива с много хрскавичних ћелија. На пресеку је троугласта. Уз њен спољни руб веже се везивна опна зглобне овојнице. База је везана уз руб зглобне плохе, а унутрашња страна је глатка и слободна те повећава конкавну зглобну површину. Рубна хрскавица ублажава ударе при наглим покретима и штити руб зглобне површине од прелома. Присутна је у раменом зглобу (labrum glenoidale) и зглобу кука (labrum acetabulare).

### Помоћни делови зглоба
Зглобове, тј. зглобну чахуру, учвршћују помоћни делови зглоба: зглобне свезе, зглобни масни јастучићи и зглобни мишићи.
- , лигамент или зглобна свеза

Лигамент је сноп везивних влакана разапет између зглобних тела. Свезе директно појачавају зглобну овојницу или осигуравају спој између костију. Могу се налазити унутар зглобне овојнице, ligg. intracapsularia, уткани у зглобу овојнице, ligg. capsularia, или одвојени од зглобне овојнице, ligg. extracapsularia.
- Масни јастучићи

У неким се зглобовима између везивне и синовијалне овојнице налазе јастучићи масног ткива. Зглобни масни јастучићи утискују се при различитим покретима у удубине између костију, спречавају укљештење широке синовијалне овојнице између коштаних зглобних тела, које би настало због негативног притиска у зглобу.
- , зглобни мишићи

У кољеном и лакатном зглобу постоје и мали зглобни мишићи, musculi articulares. Зглобни су мишићи обично нити суседних мишића које завршавају у зглобној овојници. Они извлаче зглобну овојницу из удубина које настају при покрету и спречавају уклештење овојнице између зглобних тела. Често зглобове појачавају и тетиве околних мишића, које понекад пролазе кроз зглобну шупљину, где су тетиве обавијене синовијалном овојницом.